# Ab-Normal Beauty
Ab-Normal Beauty (死亡寫真,Sei Mong se Jun), es una película de terror de Hong Kong del 2004. Dirigida y coescrita por Oxide Pang Chun y producida por los hermanos Pang, la protagonizan la actriz Race Wong y Rosanne Wong, cantante pop de 2R.

## Trama
Jiney es una estudiante de arte y fotografía quien ha ganado un premio por su trabajo. Su amigo, Anson, la felicita, pero ella le dice que a pesar de que ganó un premio, es infeliz con el trabajo. Jas, su amiga, quien vive con ella, la lleva a tomar fotografías saliendo del colegio. La madre de Jiney le dice que ella se va en comisión de servicio durante un mes. Más tarde, ella es testigo de un accidente automovilístico fatal (ver también Leave Me Alone) y toma fotografías del mismo. Jiney está obsesionada con la muerte. Mientras toma un baño, se masturba y piensa en el momento en que su primo la violó y se llena de culpa. Se dirige con Anson a comprar libros llenos de fotografías de muertes. Luego se va a almorzar con Anson y Jas la llama y le dice que vuelva a casa. 
Ella le grita para salir con Anson, y se muestra que Jas podría estar enamorada de Jiney. Jas y Jiney salir de su apartamento y bailes, mientras que Jiney colgando sobre el borde del balcón mientras se le pide Jas si alguna vez pensó en el suicidio. Cuando regresa Jiney fuera del balcón, ella sale a Jas como lesbianas. Ella también le dice que cuando era joven, su primo cayó por las escaleras y murió. Más tarde, su amigo Anson le dice que él ha estado filmando su secreto y está utilizando las imágenes de ella para hacer un video musical. 
Él se coló en su casa y la llama, y le dice que él está fuera. Ella dice que desde que la convirtió en su modelo para su vídeo musical, que debe ser su modelo de fotografía. Se quita la camisa y se vierte pintura roja encima de él y fotografías que, recordando la violación de nuevo. Él le dice que la ama, pero ella le pide que no la quiero. Al día siguiente, ella le dice a Jas que ella no sabe quién es más y que tiene miedo de que pudiera matar a alguien un día. Jas le ayuda a deshacerse de todas sus fotos de la muerte. 
Jiney se siente mucho más feliz hasta el día siguiente cuando ella mira en su casillero, se encuentra una carpeta con fotos de una mujer que estaba siendo torturado hasta la muerte. Ella está confundida acerca de quién envió las fotos. Más tarde, ella consigue una película de tabaco de esa misma mujer que se mata a golpes. Ella y Jas piense que ha sido Anson, y enfrentarse a él al respecto, pero no saben lo que están hablando. Más tarde, se Jiney una película de tabaco Jas de ser golpeado hasta la muerte, y cuando ella está a punto de llamar a la policía, ella misma es capturado. Ella se encuentra en la habitación donde las dos películas tabaco tuvo lugar, atado a una silla en las cadenas. Un hombre se reduce a la habitación y ella le dice que la besara. Ella lo engaña y le cuelga con la cadena. 
Ella lleva al hombre de la máscara apagado y se revela que el asesino es el hombre que trabajaba en la tienda de libros, y él tiene toda su información desde el formulario de descuento. Ella se escapa y al día siguiente se muestra delante de un enorme retrato de Jas que ella había pintado. Su madre llega a casa y confundir es la razón por Jiney ha gasa sobre los ojos. Tiene miedo de contarle a su madre lo que pasó, porque ella cree que su madre se cree que es mentira ya que ella pensaba que era mentira cuando ella le contó sobre la violación. Su madre la abraza y se da cuenta de que ella había dicho la verdad. La película se cierra con Jiney diciendo "Mi primo,me empujó por las escaleras".

## Reparto
- Race Wong es Jiney.
- Rosanne Wong es Jas.
- Anson Leung es Anson
- Michelle Yim es la mamá de Jiney.
- Cub Chin es el profesor.
- Ekin Cheng es el hombre del accidente automovilístico.

## Producción y Lanzamiento
Ab-Normal Beauty fue seguida por una película parecida, Leave Me Alone, dirigida por Danny Pang Fat, que se deriva del mismo fatal accidente automovilístico. Protagonizada por Ekin Cheng en un doble papel de conductor en el accidente de coche y como es hermano gemelo del hombre, y Charlene Choi.
Ab-Normal Beauty se ha proyectado en varios festivales de cine, entre ellos el Asian American Festival Internacional de Cine en Nueva York, el Festival de Cine de Gérardmer Fantasticarts, Festival Internacional de Cine de Róterdam, Bruselas, Festival Internacional de Cine Fantástic, Titanic Internacional Filmpresence Festival, München Fantasy Filmfest, Lund International Fantastic Film Festival y el Festival de Cine de Cinemania.

Fue lanzado en DVD por Tartan Films el 26 de diciembre de 2005.